# Beau Hunks
Beau Hunks é um filme de curta-metragem estadunidense de 1931 do gênero comédia pastelão, dirigida por James W. Horne. É estrelado por Laurel & Hardy e produção de Hal Roach. Com duração de 37 minutos, é o mais longa curta-metragem da célebre dupla de comediantes. O roteiro sobre a Legião Estrangeira Francesa foi depois retrabalhado para o longa-metragem The Flying Deuces.

## Elenco
- Stan Laurel
- Oliver Hardy
- Tiny Sandford
- Jean Harlow...Jeannie-Weenie (apenas em fotos, não creditada)
- James W. Horne...Chefe dos Riff Raff
- Charles B. Middleton...comandante
- Broderick O'Farrell...Comandante do Forte Árido
- Harry Schultz...Capitão Schultz
- Billy Bletcher
- Charlie Hall
- Sam Lufkin
- Tiny Sandford

## Sinopse
Oliver Hardy está apaixonado e avisa ao amigo Stan que vai se casar. Mas, logo em seguida, ele recebe um telegrama da noiva lhe comunicando que está apaixonada por outro. Ele rasga a fotografia dela e chama Stan para ir com ele "esquecer". Em seguida, os dois se alistam na Legião Estrangeira. Quando o comandante pergunta a Stan o que ele veio esquecer, ele responde que esqueceu. Mas Ollie vê a mesma foto que tinha da noiva nas mãos de vários recrutas e percebe que ela não valia a pena e tenta deixar a Legião, mas o comandante (que tem um retrato da mesma mulher na parede) não aceita. Os dois são colocados para exaustivas marchas no deserto e logo depois o comandante recebe um pedido de ajuda do Forte Árido, que está cercado pela tribo dos Rifians. Os dois amigos partem para lá com a companhia, mas se perdem deles no meio de uma tempestade de areia. Mas, surpreendentemente, chegam primeiro ao forte e passam a defender atrapalhadamente as muradas, sob ataque dos árabes. 